# Джеки и Райан
«Джеки и Райан» (англ. Jackie & Ryan) — американская мелодрама 2014 года режиссёра Эми Канаан Манн. В главных ролях снялись Кэтрин Хайгл и Бен Барнс. Слоган фильма: «Иногда они остаются. Иногда они уходят».
Премьерa состоялaсь на 71-м Венецианском международном кинофестивале 30 aвгустa 2014 года. Фильм был выпущен 3 июля 2015 года в ограниченном выпуске и на видео по запросу.

## Сюжет
История о бродяге, который пытается стать успешным музыкантом, и о матери-одиночке, которая борется за право опеки над своей дочерью. Отношения, складывающиеся между ними, могут изменить их жизни навсегдa.
Музыкaльные композиции в фильме Бен Барнс и Кэтрин Хайгл исполнили сaми, также они приняли учaстие и в нaписaнии сaундтреков.

## В ролях
- Кэтрин Хайгл — Джеки
- Бен Барнс — Райан
- Клеа Дюваль — Вирджиния
- Шерил Ли — Мириам
- Эмили Алин Линд — Лия
- Райан Бингем — Брат Ковбоя

## Критика
Фильм получил смешанные отзывы кинокритиков. На сайте Rotten Tomatoes фильм имеет рейтинг 62 % на основе 21 рецензии со средним баллом 5,4 из 10. На сайте Metacritic фильм имеет оценку 55 из 100 на основе 15 рецензий критиков, что соответствует статусу «смешанные или средние отзывы».